# Fayetteville (Tennessee)
|  | Dieser Artikel wurde aufgrund von inhaltlichen Mängeln auf der Qualitätssicherungsseite des Projektes USA eingetragen. Hilf mit, die Qualität dieses Artikels auf ein akzeptables Niveau zu bringen, und beteilige dich an der Diskussion! Eine nähere Beschreibung der zu behebenden Mängel fehlt. |

Fayetteville ist eine City im und County Seat des Lincoln Countys im Süden des US-Bundesstaates Tennessee. Es hat eine Fläche von 19,0 km². Das U.S. Census Bureau hat bei der Volkszählung 2020 eine Einwohnerzahl von 7068 ermittelt.

## Geschichte
Fayetteville wurde im Jahre 1809 gegründet. Die Stadt ist benannt nach Fayetteville in North Carolina.

## Demografie
Die bei der Volkszählung im Jahr 2000 ermittelten 6994 Einwohner von Fayetteville lebten in 3054 Haushalten; darunter waren 1804 Familien. Die Bevölkerungsdichte betrug 368 pro Quadratkilometer. Im Ort wurden 3370 Wohneinheiten erfasst. Unter der Bevölkerung waren 71,4 Prozent Weiße, 26,2 Prozent Afroamerikaner, 0,3 Prozent amerikanische Indianer, 0,3 Prozent Asiaten und 0,4 Prozent von anderen Ethnien; 1,4 Prozent gaben die Zugehörigkeit zu mehreren Ethnien an.
Unter den 3054 Haushalten hatten 24,5 Prozent Kinder unter 18 Jahren; 37,8 Prozent waren Single-Haushalte. Die durchschnittliche Haushaltsgröße war 2,14, die durchschnittliche Familiengröße 2,81 Personen.
Die Bevölkerung verteilte sich auf 21,2 Prozent unter 18 Jahren, 8,1 Prozent von 18 bis 24 Jahren, 22,9 Prozent von 25 bis 44 Jahren, 22,1 Prozent von 45 bis 64 Jahren und 25,7 Prozent von 65 Jahren oder älter. Der Median des Alters betrug 43 Jahre.
Der Median des Haushaltseinkommens betrug 23.830 $, der Median des Familieneinkommens 32.477 $. Das Prokopfeinkommen in Fayetteville betrug 18.391 $. Unter der Armutsgrenze lebten 20,8 Prozent der Bevölkerung.

## Wirtschaft
Die bayerische Grammer AG betreibt in Fayetteville einen Standort. Gefertigt werden Komponenten für die Automobilindustrie.

## Persönlichkeiten
- John Morgan Bright (1817–1911), Politiker
- Ed Townsend (1929–2003), R&B-Sänger und Songwriter
- Frank B. Kelso II. (1933–2013), Admiral der United States Navy
- Hillary Klug (* 1992), Musikerin